# Katakremnismos
Katakremnismos (altgriechisch κατακρημνισμός) war eine Todesstrafe im Griechenland der archaischen Zeit.
Katakremnismos bezeichnet das Herunterstürzen eines Verurteilten von einem Felsen. Der Vollzug der Strafe hatte den Status eines kultischen Opfers, dementsprechend gingen Überlebende solch eines Sturzes als Überlebende eines göttlichen Urteils straffrei aus. Die Strafe wurde in mehreren Stadtstaaten angewandt. Bekannt ist etwa, dass in Athen die Verurteilten in das Barathron gestürzt wurden, in Sparta in den Kaiadas und in Delphi, wo die Strafe wegen hierosylía (Tempelraub) angewandt wurde, vom Hyampischen Felsen. In nacharchaischer Zeit galt die Strafe als besonders grausam.